# فرانچاویلا فونتانا
فرانچاویلا فونتانا (به ایتالیایی: Francavilla Fontana) یک کومونه در ایتالیا است که در استان بریندیسی واقع شده‌است.

## خصوصیات
فرانچاویلا فونتانا ۱۷۵ کیلومترمربع مساحت و ۳۶٬۶۰۳ نفر جمعیت دارد و ۱۴۲ متر بالاتر از سطح دریا واقع شده‌است.

## خواهرخوانده
شهر San Giovanni al Natisone خواهرخواندهٔ فرانچاویلا فونتانا هست.